# Église Saint-Vincent de Sarriá
L'église Saint-Vincent (catalan : església de Sant Vicenç ; espagnol : iglesia de San Vicente) est située à Barcelone, dans le district de Sarrià-Sant Gervasi. Elle a été bâtie entre 1781 et 1816 par Josep Mas i Dordal en style néoclassique.
L'église est inscrite comme bien d'intérêt culturel local (BCIL) dans le recensement du patrimoine culturel catalan.

## Histoire et description

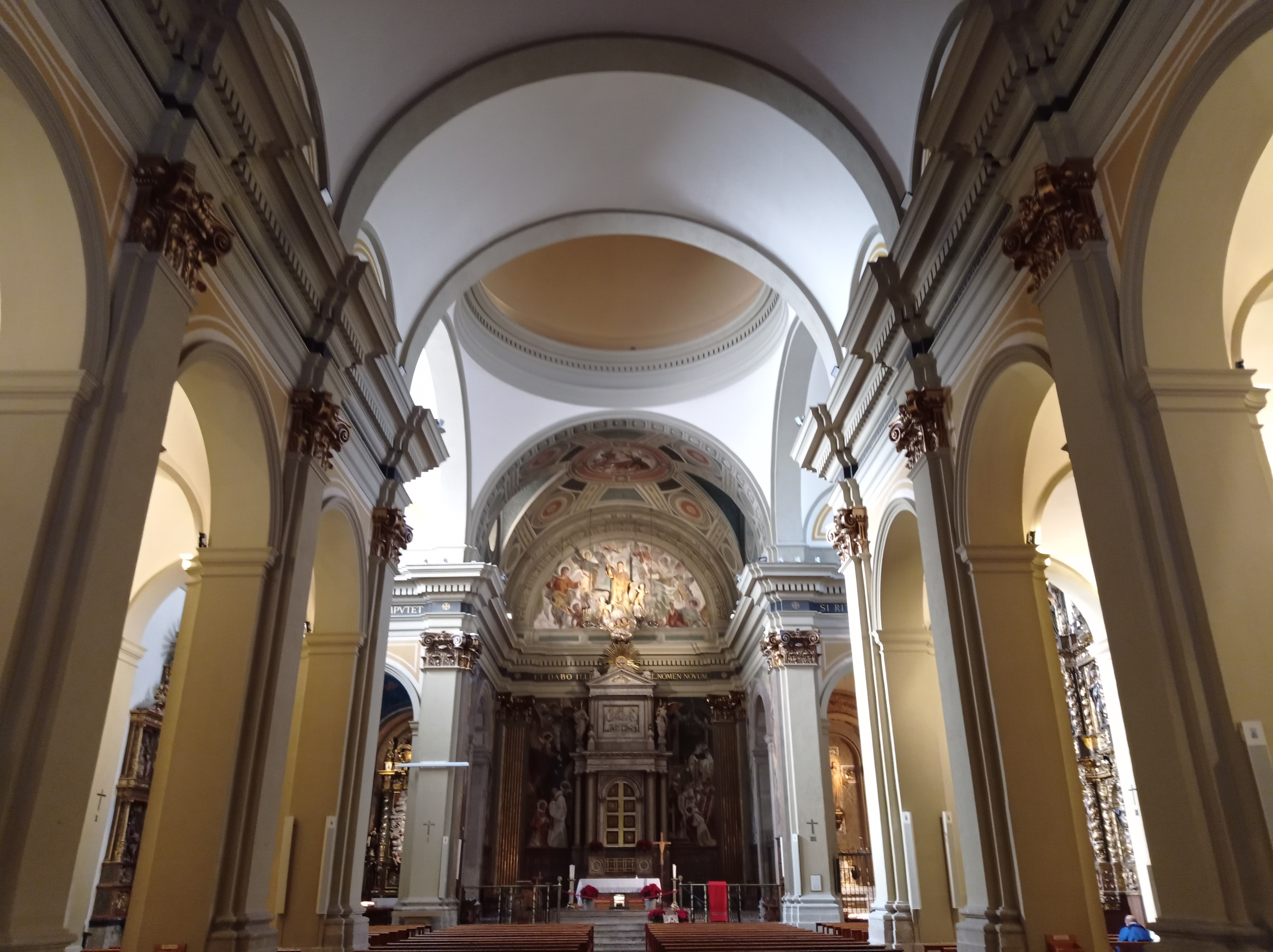
Intérieur de l'église.

Sarrià était une commune indépendante de Barcelone jusqu'à 1921, lorsqu'elle a été intégrée à la cité comtale. L'église de San Vicente était l'église paroissiale de la localité, située sur sa place principale. Sur le site avait été auparavant érigée une autre église en style gothique, consacrée en 1379, qui abritait un retable peint par Jaume Huguet (actuellement conservé au musée national d'Art de Catalogne).
L'église actuelle a été bâtie entre 1781 et 1816, en style néoclassique. Bien qu'elle ait été consacrée en 1789, les travaux se sont prolongés quelques années de plus ; en fait, il a été construit un seul des deux campaniles prévus.
Le décor intérieur présente une grande variété de styles. Les murs sont de style néo-classique. Le retable du Rosaire, sur le transept, œuvre de Agustí Pujol, est de style baroque (1617-1619), ainsi qu'un retable de l'ancien couvent de Sainte Claire, œuvre d'Andreu Sale. Le baptistère est décoré avec des peintures de Fornells-Pla.
L'église a été brûlée en 1936, au début de la guerre civile, et ses deux cloches ont été fondues pour fabriquer des canons. Après la fin de la guerre, elle a été restaurée par Lluís Bonet i Garí, bien qu'elle ait perdu son décor intérieur, et notamment le retable baroque de Nicolau Travé (1788-1793).

## Galerie

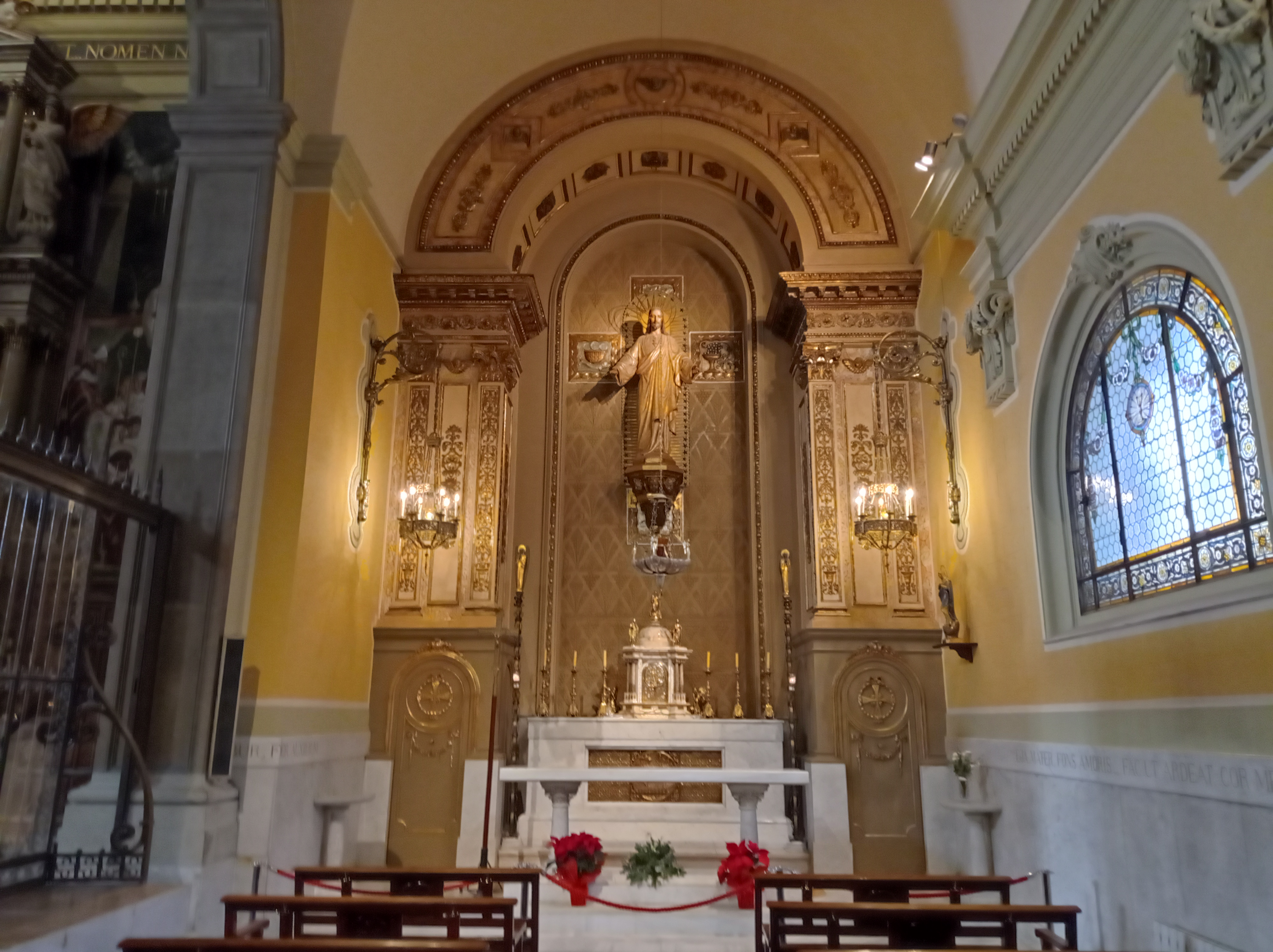
Chapelle del Santísimo.
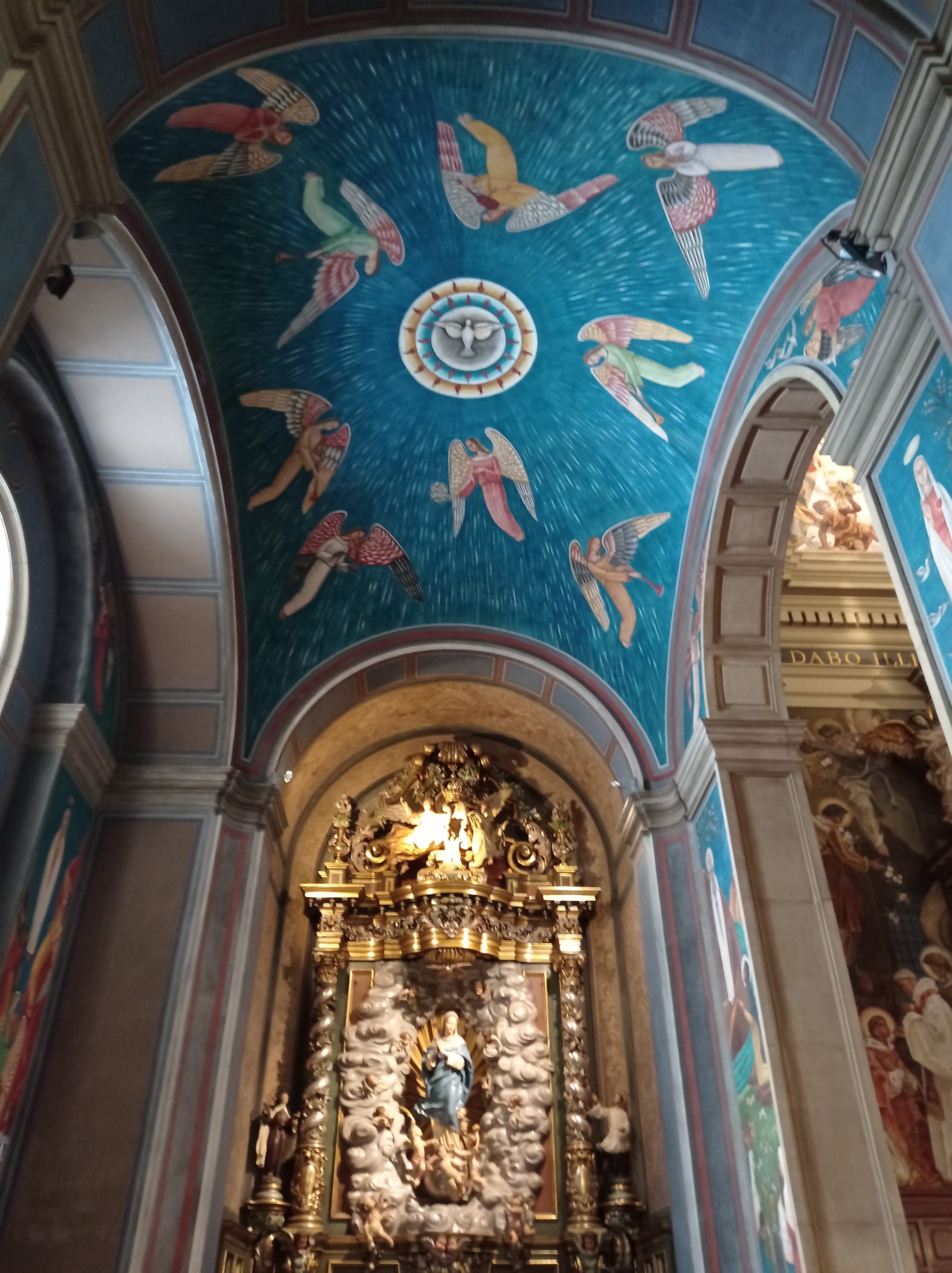
Chapelle de la Purísima.
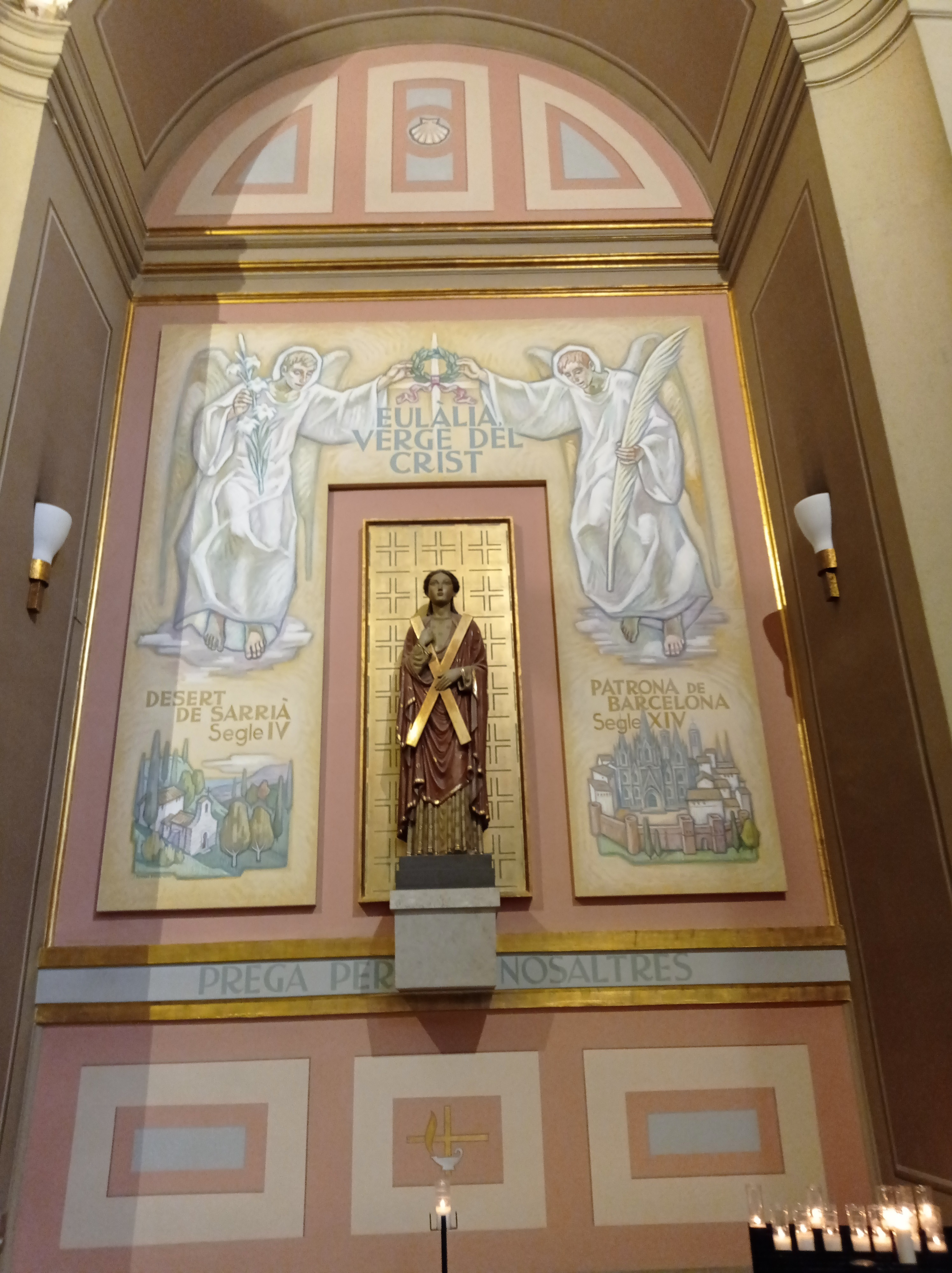
Chapelle de sainte Eulalie.
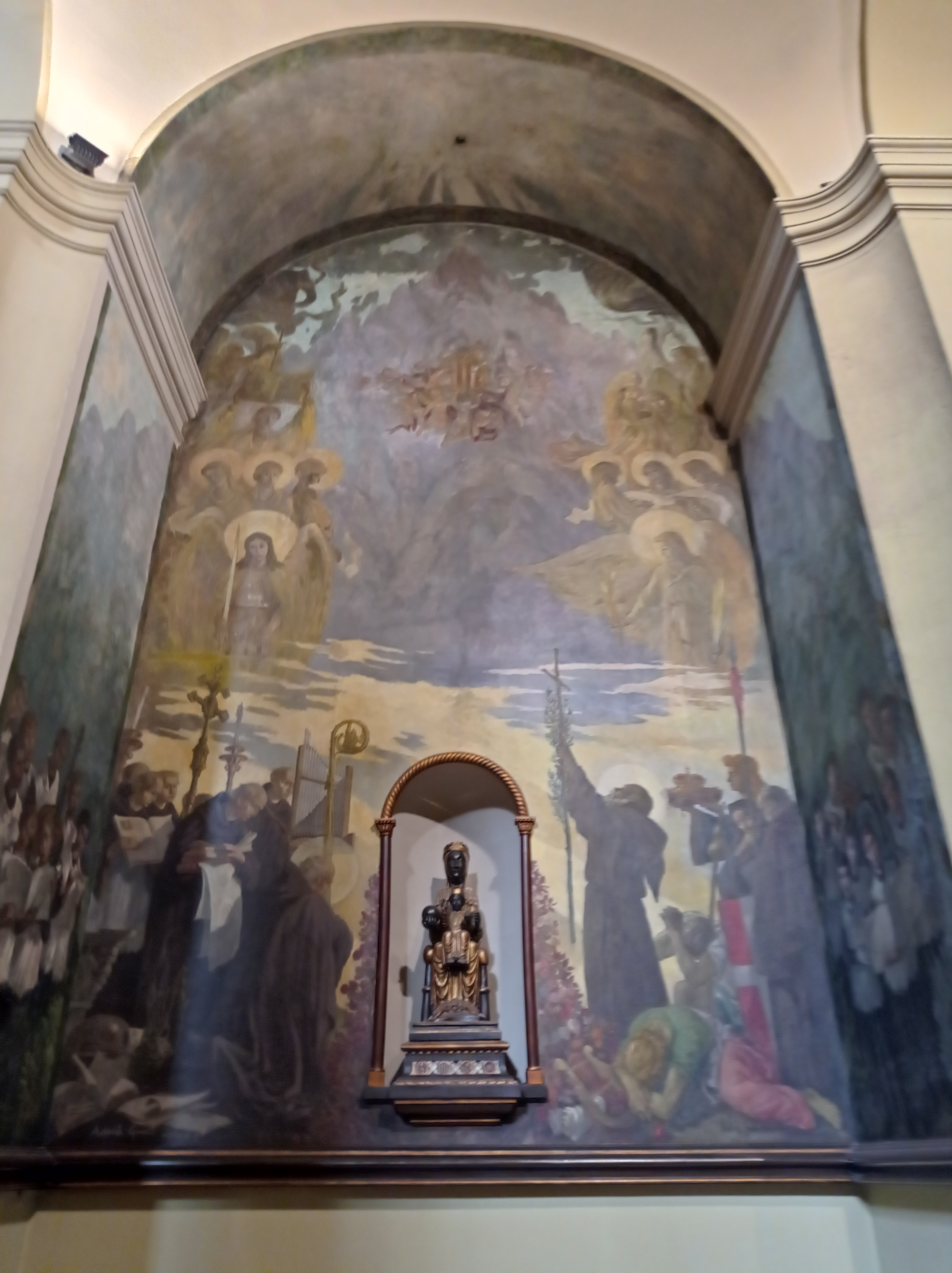
Chapelle de la Vierge de Montserrat.